# John Alfred Prestwich
John Alfred Prestwich (Kensington, 1874 – 1952) è stato un inventore e progettista inglese.
Fu conosciuto per la progettazione e la costruzione di dispositivi per l'industria cinematografica nonché per la progettazione di motori a combustione interna, che produsse con la sua società J.A.P.

## Biografia
Nacque nel 1874, figlio di Arthur Worsley Prestwich e di Sarah Cartwright; all'età di 16 anni iniziò a lavorare con il pioniere del cinema Sebastian Ziani de Ferranti.
Nel 1894 aprì un proprio laboratorio per la costruzione di apparecchi elettrici.
Nel 1896, iniziò a collaborare con un altro pioniere del cinema, William Friese-Greene.
Greene aveva sviluppato un proiettore cinematografico duplex, ma non aveva avuto successo.
Tuttavia, a partire dal 1897 grazie all'aiuto di Prestwich, fu in grado di offrire una gamma di tre proiettori che possedevano un meccanismo di trasporto specifico per la pellicola cosiddetto a "sfarfallio".
Il formato del film era di 2 ⅜ pollici ovvero di 60,325 millimetri. Con l'aggiunta di una speciale macchina per la copia, Prestwich e Green ebbero all'epoca un notevole successo.
Prestwich vendette cineprese in tutto il mondo; il Modello 4 del 1898 poteva contenere 500 piedi di pellicola (circa 150 metri).
La Prestwich Industries, Ltd. aveva in catalogo apparecchi per la perforazione per l'incollaggio delle pellicole e una completa gamma di accessori.
Nel 1919 Prestwich fu insignito della medaglia dedicata a Edward Longstreth da parte dello statunitense Franklin Institute.